# Lönnånger
Lönnånger/Lönnångersfjärden är en by i Jättendals socken i Nordanstigs kommun, nordöstra Hälsingland.
Lönnånger ligger vid Lönnångersfjärden på gränsen mellan Jättendals och Harmångers socknar. Här finns sedan 2001 Sjöräddningssällskapets Räddningsstation Lönnånger.
Den ursprungliga byn Lönnånger, som finns omnämnd redan på Malstastenen, ligger cirka 2 kilometer inåt landet, men den tätaste bebyggelsen ligger vid fjärden och heter på kartan Lönnångersfjärden.